# Ойдупаа, Владимир Ойунович
Владимир Ойунович Ойдупаа (6 сентября 1949 — 25 сентября 2013) — тувинский музыкант, создатель уникального стиля горлового пения каргыраа, сопровождаемого игрой на баяне. Исследователи сравнивали стиль Ойдупаа с блюзом и подчеркивали сложность такого стиля исполнения, требующего от певца сильного напряжения голосовых связок.

## Биография
Владимир Ойдупаа 33 года провел в исправительных лагерях — Кызыле, Златоусте, Кемеровской области. После выхода из тюрьмы в 2006 году зарабатывал на жизнь музыкой и гравировкой по металлу.
В 1999 году был выпущен самый известный диск Владимира — «Divine music from the jail» («Божественная музыка из тюрьмы»). По словам автора, альбом был записан в кабинете начальника колонии. В 2011 году вышел его второй альбом — «Singing With Echoes Through the Universe». Творчество Владимира Ойдупаа было оценено западными слушателями.

В 2007 году Владимир Ойдупаа стал участником проекта Минута Славы на Первом канале.
Песня у меня была собственного сочинения, на тувинском языке, в девяностых годах ее написал. Если привести на русский, слова такие: «Как хорошо сидеть под вербой, там прохладно и сухо, как хорошо быть среди своего народа, там уютно и отрадно».
Однако жюри не позволило ему закончить свое выступление. Татьяна Толстая заметила, что песня не показалась ей благозвучной, а сочетание баяна с пением — органичным. По словам Юрия Стоянова, звучание было «диссонирующим и не радующим слух». Позже Владимир сообщил, что целенаправленно пытался «раздражать» жюри, так как в случае победы канал получил бы право транслировать его песни без выплат. Кроме того, музыканту пришлось бы согласовывать собственные выступления с каналом.
Владимир Ойдупаа скончался в Туве 25 сентября 2013 года.
О смерти исполнителя высказался глава правительства Тувы Шолбан Кара-оол: «В музыке Владимир Ойдупаа был колоритной фигурой и внес свой вклад в ее развитие. У его творчества есть многочисленные поклонники, его талант оценили ученые музыковеды. Выражаю свои соболезнования всем, кто скорбит по Владимиру. Наверняка его музыкальный талант не пропал даром и у него есть творческие последователи».